# Котонвуд Вест (Јута)
Котонвуд Вест (енгл. Cottonwood West) град је у америчкој савезној држави Јута.

## Демографија
По попису из 2000. године број становника је 18.727.
| Група             | 2000.          | 2010.    |
| Белци             | 16.989 (90,7%) | 0 (0,0%) |
| Афроамериканци    | 146 (0,8%)     | 0 (0,0%) |
| Азијати           | 441 (2,4%)     | 0 (0,0%) |
| Хиспаноамериканци | 787 (4,2%)     | 0 (0,0%) |
| Укупно            | 18.727         | 0        |